# کامی دو لا فورگ دو بلاگارد
کامی دو لا فورگ دو بلاگارد (فرانسوی: Camille de La Forgue de Bellegarde‎; ۲۹ مارس ۱۸۴۱ – ۲۳ اکتبر ۱۹۰۵) سوارکار اهل فرانسه بود.
وی همچنین برندهٔ جوایزی همچون لژیون دونور (فرمانده) شده‌است.
وی در مسابقات کشوری و بین‌المللی در مجموع برندهٔ ۱ مدال برنز شده‌است.